# Яндекс.Народна карта
Яндекс.Народна карта — заборонений в Україні мережевий краудсорсинговий геоінформаційний сервіс Яндекса. Запущений 8 квітня 2010 року. Сервіс доступний як для перегляду (всім користувачам Інтернету), так і для редагування (будь-якому зареєстрованому на Яндексі користувачу).

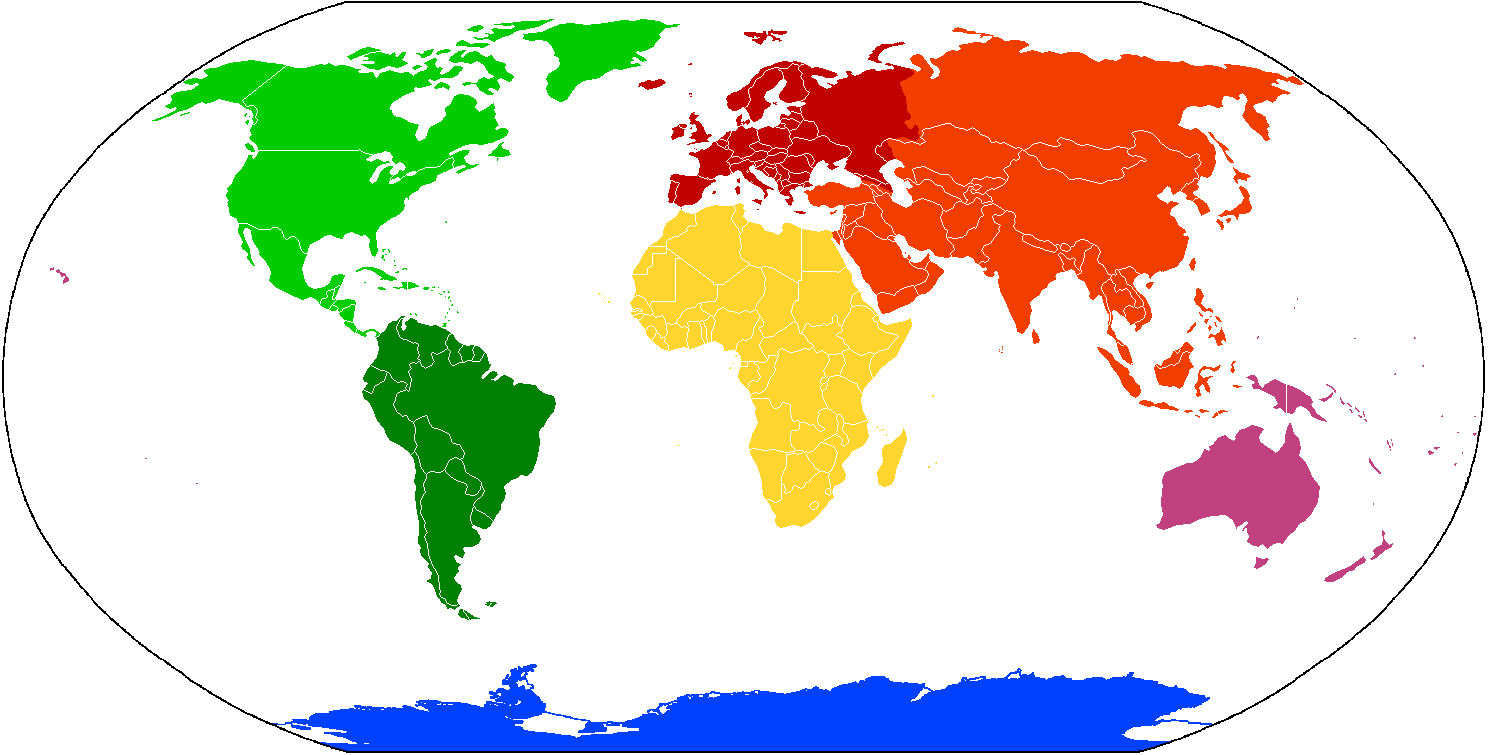
Країни, що публікуються з Народної карти в Яндекс.Карти

## Перегляд
Перегляд даних Народної карти доступний як з допомогою засобів Яндекса: як через інтернет-браузер, так і сторонніми засобами, використовуючи карту у форматі Tile Map Service, наприклад, через додаток SAS.Планета.
На відміну від OpenStreetMap і Вікімапії, створені користувачами дані не можуть вільно використовуватися на своїх ресурсах третіми особами (або самими користувачами), для цього потрібна згода адміністрації Яндекса.

## Редагування
Відповідно до політики Яндекса, Народну карту може редагувати будь-який користувач, що зареєструвався на Яндексі. Також важливо дотримуватись правил малювання. У разі злісного порушення правил малювання та ігнорування зауважень користувач може бути заблокований. Блокувати користувача чи ні вирішують модератори на чолі з супермодераторами.
Для редагування карти (нанесення об'єктів) використовується досить простий редактор (у порівнянні з аналогічними сервісами). Це дозволяє залучати ширше коло користувачів, бо з таким редактором може працювати навіть непідготовлений користувач, який не має жодного уявлення про геодезію і картографію. Завдяки залученню широкого кола осіб актуалізація інформації відбувається набагато швидше, ніж на аналогічних сервісах зі складнішими формами редагування.
Сам редактор надає можливість створення трьох класичних видів об'єктів векторних даних — точка, лінія, контур. У список категорій включені найпотрібніші й найпопулярніші типи об'єктів, більшість з них має власні значки. Точковий об'єкт являє собою універсальний інструмент. Він може використовуватися як в класичному варіанті картографування об'єктів (наприклад, Джерело), так і у вигляді POI.
У редакторі є два спеціальні режими малювання об'єктів:
- Масштабування й обертання — для обертання об'єктів навколо своєї осі й зменшення/збільшення розміру.
- Вирівнювання кутів — спрощує малювання об'єктів, у яких більшість кутів прямі.
- Скруглення кутів — спрощує малювання доріг і річок, округляючи їх кути.
- Прилипання — межі контурів об'єктів однакових категорій з'єднуються в одну лінію.
- Розрізання – допомагає малювати будівлі з суміжними межами, а також будівлі з різною висотою.

Інтерфейс редагування дозволяє додавати до певних категорій об'єктів додаткові дані: адресу, телефон, сайт, загальний опис об'єкта.
На сервісі існують заборонені для картографування елементи, наприклад, військові об'єкти, полігони, маяки, злітно-посадкові смуги та інші.
Компанія Яндекс, діючи в російському правовому полі, виконує вимоги Федеральної служби геодезії і картографії Росії, яке затвердило перелік об'єктів місцевості та елементів змісту топографічних карт і планів, заборонених для відкритого опублікування.

### Міський транспорт
Від лютого 2017 року кожен користувач може отримати права на створення "ниток" транспортних маршрутів у своєму місті.

## Модерація
На сервісі існує попередня модерація всіх об'єктів. Є два рівні модерації: перший — народні модератори (активні користувачі сервісу) і працівники Яндексу, другий — перевірка редагувань, що пройшли модерацію, картографічної службою Яндексу. Редагування, які пройшли обидва рівня модерації, потрапляють на Яндекс.Карти та інші геоінформаційні сервіси компанії.
З 16 лютого 2016 року в модерацію можна взяти окремі шари.

## Експерти
Користувачі, яких модератори визначили досвідченими, стають довіреними користувачами і мають значок «Експерт». Редагування, зроблені експертом, автоматично затверджуються на першому рівні модерації і відразу потрапляють на модерацію на другий рівень.
З 16 лютого 2016 року права Експерта видають за окремим шарами.

## Історія
- 8 квітня 2010 року. Відкриття сервісу. За перші два місяці народні картографи позначили на карті 12 тисяч населених пунктів[8].
- 14 жовтня 2010 року. З'явився схематичний шар даних[9].
- 2 грудня 2010 року. Народна карта з'явилася в API Яндекс.Карт. З'явилася можливість опублікувати на своєму сайті створену Яндекс.Карту. Всі намальовані об'єкти доступні не тільки в режимі перегляду, але і для пошуку[10].
- 9 грудня 2010 року. Шар Народної карти з'явився в Мобільній Яндекс.Карті (МЯК) на платформах Java, Symbian, iOS, Windows Mobile і Android.
- 16 грудня 2010 року. З'явилася можливість наносити точкові об'єкти (зупинки транспорту і залізничні станції)[11].
- 8 квітня 2011 року. За рік існування Народної карти її користувачами були позначені 2119604 картографічних об'єкти. З них 49 тисяч населених пунктів загальною площею 353 тисячі кв. кілометрів; 212 тисяч кілометрів залізниць і 6000 залізничних станцій; 950 тисяч кілометрів автомобільних доріг; 82 тисячі квадратних кілометрів рослинності; 310 тисяч кілометрів річок[12].
- 26 квітня 2011 року. Оновлення сервісу. Істотно розширився набір об'єктів. З'явилися нові точкові об'єкти, докладніший опис, радикально змінивсь список категорій об'єктів. Зокрема, з'явилися окремі категорії для великої кількості POI (пунктів інтересу), змінилася панель інструментів, з'явилася можливість (для користувачів) змінювати категорію об'єкта, можливість малювати об'єкти однієї категорії як точковими, так і контурними об'єктами (залежно від масштабу), з'явився загальний режим редагування об'єкта — атрибутів і геометрії, окрема кнопка для копіювання об'єктів, можливість малювати внутрішні контури для площинних об'єктів (вирізати дірки), вирівнювання всіх кутів для всіх категорій контурних об'єктів[13].
- 29 червня 2011 року. Поява сторінки «Прямий ефір [Архівовано 20 вересня 2016 у Wayback Machine.]», в якій показується створення деяких об'єктів за останню годину.
- 19 липня 2011 року. Оновлення оформлення. Інформація про об'єкт тепер виводиться у лівій панелі, як у режимі редагування. Повне позбавлення на сервісі від балуна.
- 1 вересня 2011 року. Нові інструменти редагування геометрії (з'явилася можливість повертати об'єкти навколо своєї осі)[14].
- 28 жовтня 2011 року. В «Яндекс.Картах» тепер ведеться пошук об'єктів Народної карти[15].
- 15 грудня 2011 року. Новий дизайн сервісу. Додана можливість прив'язувати фотографії до всіх об'єктів Народної карти[16].
- 5 березня 2012 року. Дані народної карти показуються на сервісі Яндекс.Карти як четвертий шар. Вихід сервісу зі статусу «бета»[17].
- 8 квітня 2013 року. З'явилася можливість друкувати карти деяких міст у форматі А0[18].
- 13 лютого 2014 року. Кількість друкованих карт формату А0 досягло 100[19].
- 29 жовтня 2014 року. В редакторі з'явилася нова функція «Висота в метрах»[20].

### Нова версія Народної карти
- 8 квітня 2015 року. На честь 5-річчя сервісу Народна карта дуже змінилася, по суті, її створили заново. Змінився інтерфейс, розширився набір категорій об'єктів, змінено формат даних, а також система модерації та правила. Також була збережена стара версія Народної карти, що надалі існувала кілька місяців для порівняння користувачами об'єктів в новій версії. В результаті оновлення контури багатьох об'єктів були спрощені, а також вилучені описи та фотографії, що викликало серйозну критику постійних редакторів Народної карти[21] і падіння серед них інтересу до сервісу.
- 28 квітня 2016 року. Народна карта запускає Блокнот картографа — вебдодаток, призначений для роботи на мобільних пристроях. Блокнот визначає поточне розташування, в ньому є можливість ставити мітки, до яких можна додати коментар і прикріпити фотографію. Також в Блокноті можна записати у вигляді треку маршрут руху користувача.
- 17 травня 2016 року. У Народній карті з'явилася нова категорія об'єктів — паркани.
- 16 червня 2016 року. Додана нова категорія об'єктів — під'їзди.
- 28 червня 2016 року. Додана можливість прив'язувати організацію з Яндекс.Довідника до організації в Народній карті.
- Серпень 2016 року. Кількість користувачів, що зробили хоча б одне редагування на Народній карті, перевищила 100 000 осіб.

## Спільні редагування і тематичні тижні
На Народній карті Яндексу проводяться спільні редагування, метою яких є креслення окремих населених пунктів і областей. Такі редагування найчастіше проводяться з метою збору даних для інших сервісів Яндексу – Яндекс.Карти, Яндекс.Транспорт, Яндекс.Навігатор, Яндекс.Таксі напередодні запусків у цих містах. Одним з прикладів стало креслення Тбілісі та Єревана для подальшого запуску Яндекс.Таксі у цих містах.
Також проводяться тематичні тижні, метою яких є збір даних за певним типам об'єктів, які в подальшому використовуються в сервісах компанії. Зокрема проводилися тижні обмежень швидкості, світлофорів, під'їздів, які надалі стали використовуватися в додатку Яндекс.Навігатор.

## Зноски
1. 1 2  https://yandex.ru/blog/narod-karta/novoe-v-redaktore-nyak-pereklyuchenie-yazyka-interfeysa
2. ↑  https://yandex.ru/blog/narod-karta/narodnaya-karta-na-armyanskom-yazyke
3. ↑  https://yandex.ru/blog/narod-karta/relizy-3-111-06-12-2017-3-112-13-12-2017-i-3-113-22-12-2017
4. ↑  https://yandex.ru/blog/narod-karta/relizy-3-117-07-02-2018-3-118-14-02-2018-3-119-21-02-2017-3-120-28-02-2017-i-3-121-07-03-2017
5. ↑  People’s Map on Yandex
6. ↑  Борис Ткачук. Зеленський продовжив заборону на «ВКонтакте» та «Одноклассники».//Громадське, 15 травня 2020
7. ↑  Заборонені об'єкти. Архів оригіналу за 19 вересня 2015. Процитовано 19 серпня 2015.
8. ↑  Докладні знімки ще 70 міст. Архів оригіналу за 6 вересня 2010. Процитовано 25 липня 2013. [Архівовано 2010-09-06 у Wayback Machine.]
9. ↑  Новини Народної карти. Архів оригіналу за 18 жовтня 2010. Процитовано 25 липня 2013. [Архівовано 2010-10-18 у Wayback Machine.]
10. ↑  Народна карта на вашому сайті[недоступне посилання]
11. ↑  Точкові об'єкти[недоступне посилання]
12. ↑  Народна карта — нам цілий рік![недоступне посилання]
13. ↑  Довгоочікуване оновлення. Архів оригіналу за 1 травня 2011. Процитовано 25 липня 2013. [Архівовано 2011-05-01 у Wayback Machine.]
14. ↑  Інструменти редагування геометрії. Архів оригіналу за 26 вересня 2011. Процитовано 25 липня 2013. [Архівовано 2011-09-26 у Wayback Machine.]
15. ↑  Що Яндекс.Карти знайшли в Народній карті?. Архів оригіналу за 6 січня 2012. Процитовано 25 липня 2013. [Архівовано 2012-01-06 у Wayback Machine.]
16. ↑  Оновлення дизайну і інтерфейсу. Архів оригіналу за 8 січня 2012. Процитовано 25 липня 2013. [Архівовано 2012-01-08 у Wayback Machine.]
17. ↑  Карти стали народнее. Архів оригіналу за 27 червня 2012. Процитовано 25 липня 2013. [Архівовано 2012-06-27 у Wayback Machine.]
18. ↑  Карти міст для друку[недоступне посилання]
19. ↑  100 друкованих карт[недоступне посилання]
20. ↑  Висотність будинків на Народній карті.{{cite web}}:  Обслуговування CS1: Сторінки з параметром url-status, але без параметра archive-url (посилання)
21. ↑  Нова Народна карта. Що змінилося. Архів оригіналу за 15 квітня 2015. Процитовано 19 серпня 2015. [Архівовано 2015-04-15 у Wayback Machine.]